# Ảo ảnh Café wall

Ảo ảnh Café wall

Ảo ảnh Café wall là một ảo ảnh hình học-quang, được mô tả với những hàng cột đen trắng trông có vẻ như nằm chéo với nhau nhưng thật ra chúng lại nằm song song.
Nó được mô tả lần đầu tiên dưới tên gọi Ảo ảnh Kindergarten vào năm 1898 và được Richard Gregory nhắc lại vào năm 1973. Theo Gregory, ảo ảnh này được phát hiện bởi một thành viên trong phòng thí nghiệm của ông là Steve Simpson tại một trong những bức tường gạch được trang trí của một quán cà phê ở cuối đồi St Michael, Bristol. Ảo ảnh Café wall được coi là một dạng biến thể của Ảo ảnh bàn cờ dịch chuyển ("Shifted-chessboard illusion") do Hugo Münsterberg khởi xướng.
Với việc xây dựng ảo ảnh trên, mỗi "viên gạch" thường sẽ được bao quanh bởi một lớp vữa trung gian giữa màu đậm và nhạt của viên gạch.
Trong nỗ lực đầu tiên nhằm giải mã cấu trúc của của ảo ảnh, nó đã được cho là một loại ảo ảnh chiếu xạ (kích thước rõ ràng của vùng trắng lớn hơn vùng đen) và hình ảnh sẽ biến mất khi màu đen và trắng được thay thế bằng các màu khác nhau của cùng độ sáng. Các tương phản phân cực dường như là yếu tố quyết định hướng của độ nghiêng.

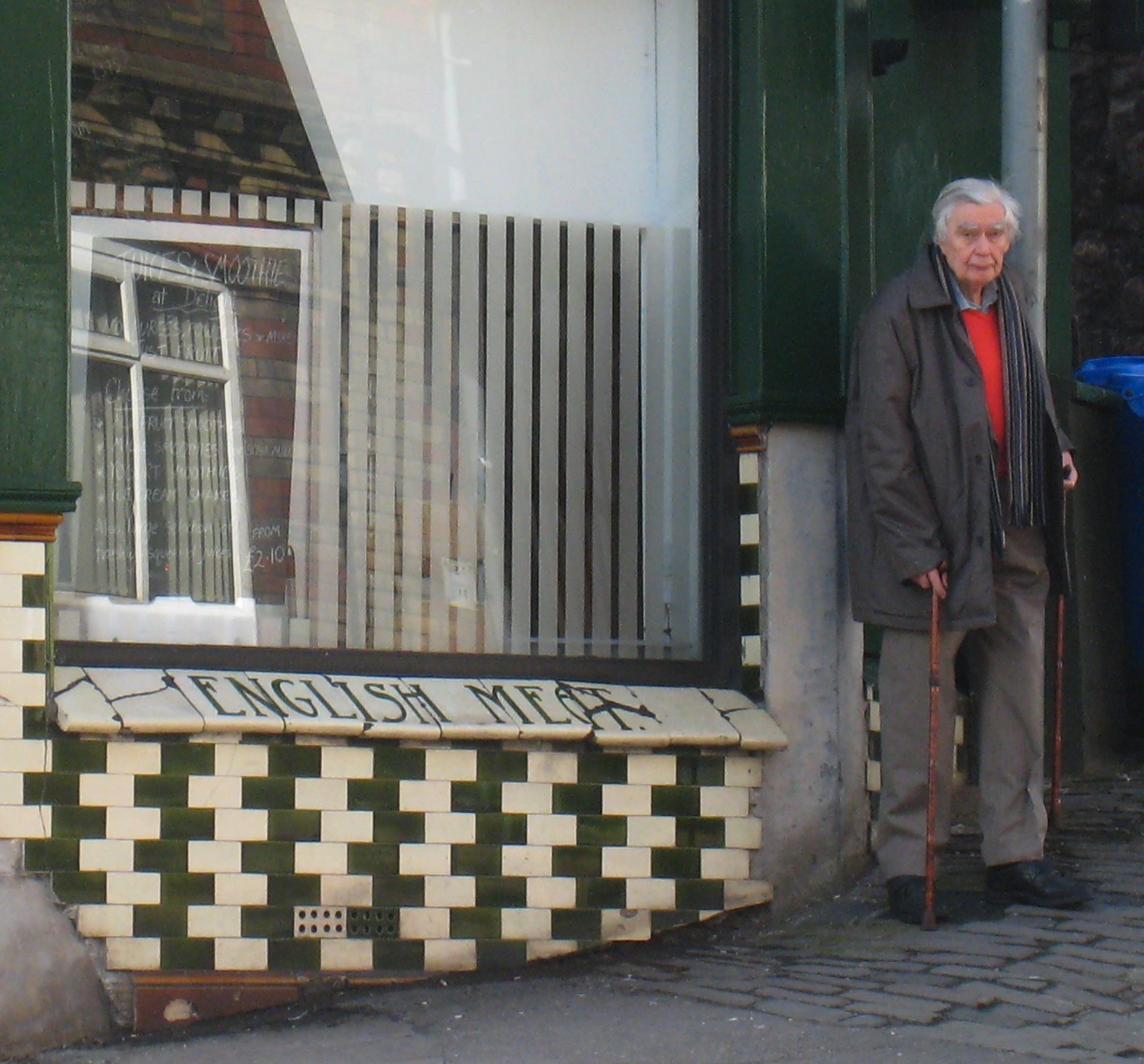
Richard Gregory đến thăm bức tường quán cà phê trên đồi St Michael, Bristol vào tháng 2 năm 2010

## Tham khảo

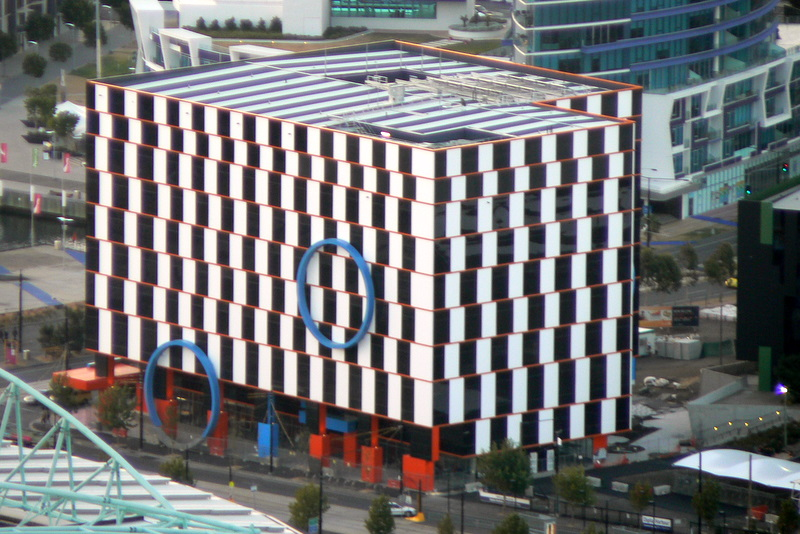
Kiến trúc lấy cảm hứng từ Ảo ảnh Café wall tại Melbourne Docklands